# Estadio de Gran Canaria
Das Estadio de Gran Canaria ist ein Fußballstadion, das in der spanischen Stadt Las Palmas de Gran Canaria auf Gran Canaria gelegen ist. Es dient dem Fußballverein UD Las Palmas als Heimspielstätte.

## Geschichte
Das Gran-Canaria-Stadion wurde 2003 mit einem Spiel zwischen UD Las Palmas und RSC Anderlecht (2:1) offiziell eröffnet und ersetzte das alte, 1949 eröffnete Estadio Insular. Das Stadion ist, wie häufig in Spanien anzutreffen, nur auf der Haupttribüne überdacht. Der Bau hat eine schüsselartige Form, die nur in der Nordkurve nicht geschlossen ist. Dort befindet sich auch eine große Videoanzeigetafel. Auf der Pressetribüne finden 400 Journalisten Platz. Im Gebäude stehen 350 Parkplätze zur Verfügung und um das Stadion weitere 5.000 Stellplätze. Die Ausstattung des Stadions erfüllt die Anforderungen des Fußball-Weltverbandes FIFA sowie des Leichtathletik-Weltverbandes IAAF.
Von November bis Ende 2015 wurde das Stadion für etwa vier Millionen Euro in ein reines Fußballstadion umgebaut. Dafür wurde die Leichtathletikanlage vor den Tribünen im Süden, Osten und Westen entfernt und die Ränge bis an den Spielfeldrand verlängert. Nach den Arbeiten bietet die Spielstätte 32.392 Sitzplätze und ist damit das größte Stadion der Kanarischen Inseln. Die Zuschauer waren zuvor 27,30 Meter vom Spielfeld entfernt. Heute sind es nur noch 7,30 Meter.

## Veranstaltungen

### Länderspiele
Bisher war das Stadion zweimal Schauplatz eines Länderspiels der spanischen Fußballnationalmannschaft der Männer.
- 18. Aug. 2004:  Spanien –  Venezuela 3:2 (1:1) – (Freundschaftsspiel)
- 21. Nov. 2007:  Spanien –  Nordirland 1:0 (0:0) – (EM 2008-Qualifikation)

### Konzerte
Neben diversen Sportveranstaltungen wird es auch für Konzerte genutzt. Eine Auswahl der Künstler und Musikgruppen:
- Bryan Adams – (12. September 2005)
- Shakira – (3. Juli 2006)
- La Oreja de Van Gogh – (8. Dezember 2006)
- Joaquín Sabina und Joan Manuel Serrat – (6. September 2007)
- Andrés Calamaro – (29. Mai 2008)
- Juanes – (11. Juli 2008)
- Gloria Estefan – (25. Juli 2009)
- Sting – (13. Juli 2011)
- Juanes – (29. Juli 2011)

### Sonstiges
In den Jahren 2005 bis 2007 wurde die Freestyle-Motocross-Veranstaltung Freestyle Gran Canaria in der Sportstätte ausgetragen. 2008 fanden die Automobil-Rennen des Master Stadium Race im Estadio de Gran Canaria statt. Dafür wurde vorübergehend der Innenraum des Stadions (ohne Rasen) asphaltiert.